# جک تورنس
 جک تورنس (به انگلیسی: Jack Torrance) نام شخصیت منفی (شرور) فیلم ترسناک درخشش ساخته استنلی کوبریک و رمان درخشش اثر استیون کینگ است. این شخصیت در لیست ۱۰۰ سال... ۱۰۰ شرور و قهرمان بنیاد فیلم آمریکا که لیستی از ۱۰۰ تا از برترین قهرمان‌ها و صدتا از برترین شرورهای سینمایی است، رتبه بیست‌وپنجم را دارد. جک نیکلسون ایفای این نقش را بر عهده داشته است.